# Adolf Schaedler

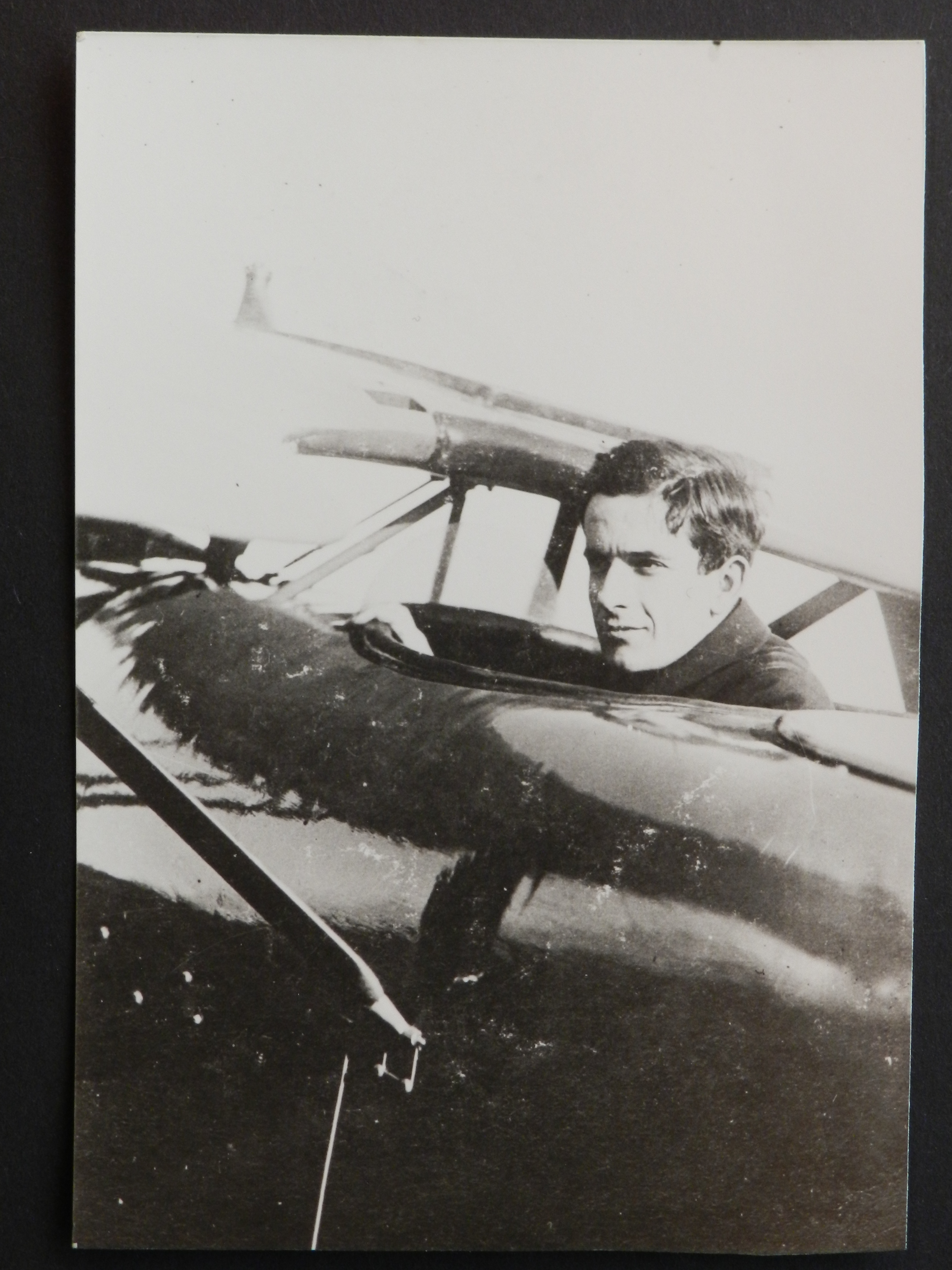
Adolf Schaedler, erster Flug mit SWS C1, 7. März 1919

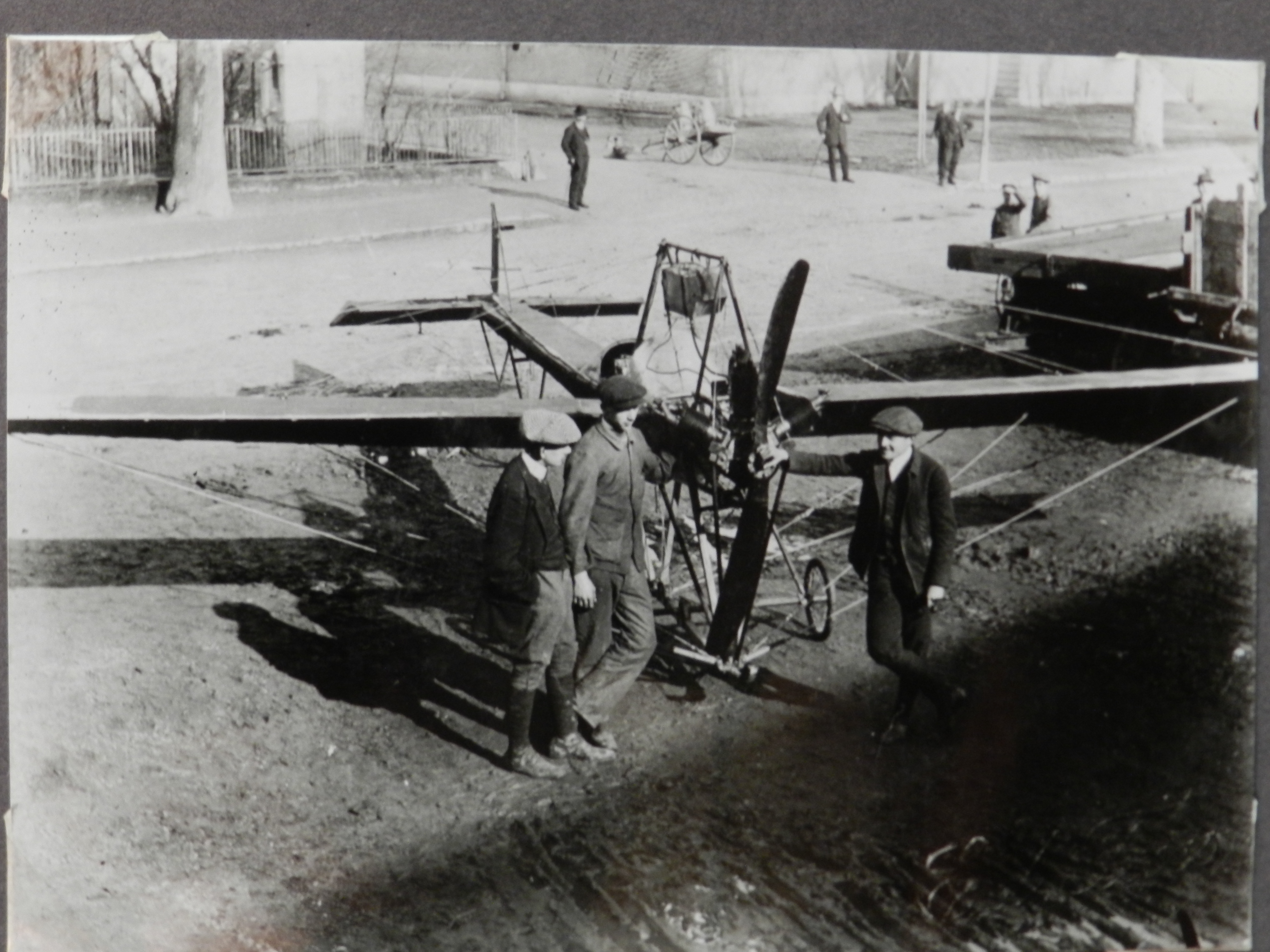
1914 Dädalus 2 Bern

Adolf Schaedler (* 29. August 1893 in Andermatt; † 13. September 1983 in St. Gallen) war ein Schweizer Flugpionier, Flugzeugkonstrukteur und Ingenieur.

## Leben und Wirken
Adolf Eugen Arthur Schaedler wuchs als Sohn eines Beamten des Eidgenössischen Militärdepartementes (EMD) in Bern auf und besuchte hier die Schulen (Primarschule, Progymnasium, Real-Gymnasium). In den Jahren 1910 bis 1912 absolvierte er sein Ingenieur-Studium am Technikum Burgdorf mit Abschluss-Diplom als Elektroingenieur. Bei den Bernischen Kraftwerken (BKW) fand er seine erste Stelle.
Seit Erscheinen des ersten Flugzeuges in Bern zeigte Adolf Schaedler grösstes Interesse am Flugwesen. Neben seinem Studium und der Büroarbeit bei den Bernischen Kraftwerken widmete er sich mit zwei Kameraden als Nebenbeschäftigung zu jeder freien Stunde dem Bau von zwei Flugzeugen. Die ersten Luftsprünge machte er im Frühjahr 1913. Am Ende des Jahres unternimmt er zusammen mit H.Tschan Flugversuche mit seinem selbstgebauten Apparat. Am 19. April 1914 überstand er einen Absturz auf der Berner Allmend, erlitt aber eine Gehirnerschütterung und beschädigte seinen Apparat. Ab Mai 1914 verdiente er sich seine ersten Sporen als Flugschüler bei den Fliegern Henri Kunkler und Wanneck ab.

### Fliegerschule

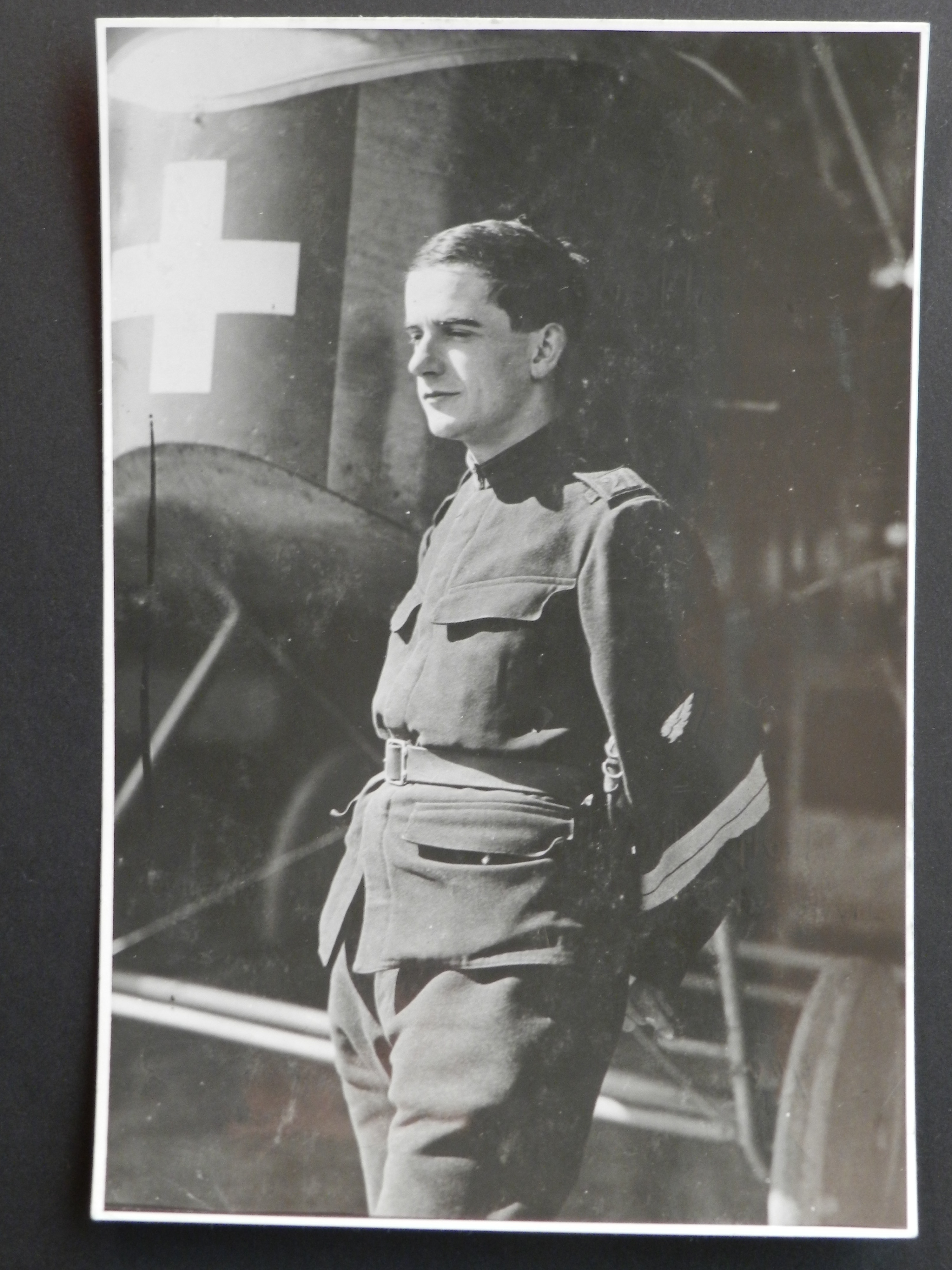
Adolf Schaedler, Brevetierung zum Militärpilot, 15. März 1916

Nach Kriegsausbruch 1914 leistete er bei der Feldbatterie 21 und der Haubitzbatterie 77 Aktivdienst bis Ende 1914. Am 27. Mai 1915 rückte er in die erste Militärfliegerschule in Dübendorf unter der Leitung von Oskar Bider ein. Hier erwarb er das Schweizerische Zivilfliegerbrevet Nr. 58 (27. August 1915) auf dem LVG-Doppeldecker und das Schweizerische Militärfliegerbrevet (15. März 1916).

### Testpilot und Flugzeugkonstrukteur
Ab April 1916 war Schaedler als Einflieger (Testpilot) und Flugzeugkonstrukteur bei der Eidgenössischen Konstruktionswerkstätte K + W in Thun tätig, wo er u. a. vier der ersten sechs Häfeli DH-1-Doppeldecker abnahm. Hier hatte er außerdem die Gelegenheit, viele Alpengipfel (z. B. den Niesen in Begleitung von August Hug als Passagier) als erster Flugzeugpilot überfliegen zu können. Sein wichtigster Erfolg war der Erst-Überflug der Jungfrau am 3. Mai 1918 in einer Höhe von 5.500 Metern. In der Zeit vom September 1918 bis April 1920 arbeitete er als Flugzeugkonstrukteur und Einflieger bei der Schweizerischen Waggonfabrik in Schlieren. Gemeinsam mit Ingenieur August Hug baute er mit der SWS C-1 ein modernes Militärflugzeug, mit dem er am 7. März 1919 in Spreitenbach den ersten Probeflug durchführte. Es folgen weitere Flüge, in denen er u. a. 7.300 Meter Höhe erreichte. Im April 1920 wird das Flugzeug infolge einer Notlandung wegen Aussetzen des Motors ernstlich beschädigt, wegen Streichung der Militärkredite gibt er einen Monat später die SWS C-1 auf. 1923 führt er seinen letzten Flug als aktiver Militärflieger durch.

### Berufliche Tätigkeiten

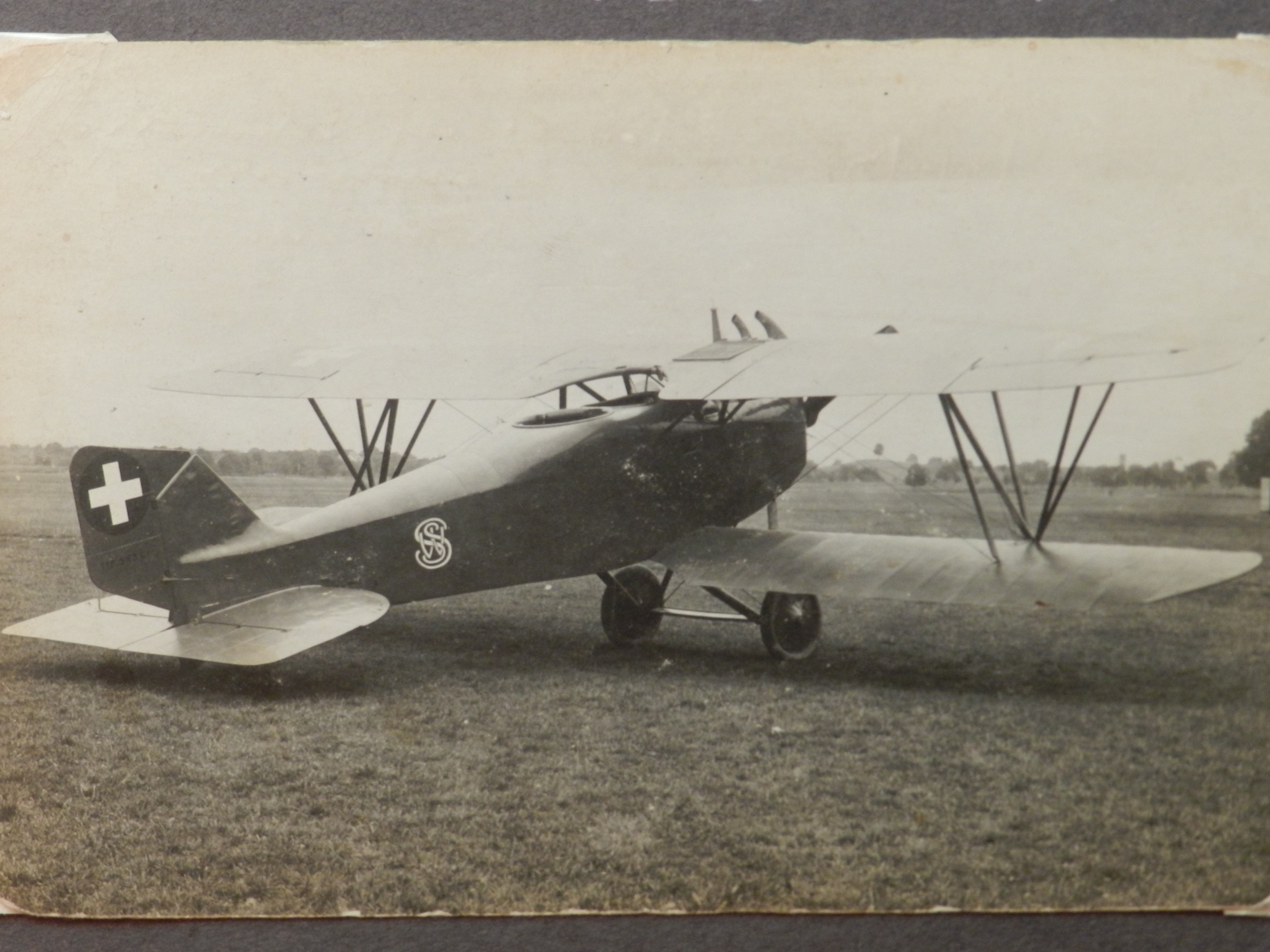
1919 SWS-C1 Spreitenbach

Schaedler war von 1912 bis 1915 (mit zwischenzeitlichen Unterbrechungen) Techniker bei den Bernischen Kraftwerken AG in Bern. Ab 1921 beschäftigte er sich mit der Konstruktion von Gasmasken und Gasschutzgeräten als Ingenieur und Prokurist bei Ferd Schenk in Worblaufen. Danach (1932–1935) hatte er Teil an der Lüthi und Co. AG in Worb. Von 1935 bis 1941 arbeitete er wieder in Worblaufen an der Konstruktion von Gasmasken und Gasschutzgeräten. Ab 1941 arbeitete er in Murten als Ingenieur und Konstrukteur bei der Elektronorm AG an der Fabrikation von Gasmasken sowie der Entwicklung von Haushaltsgeräten (z. B. dem Mixer TURMIX). Anschließend wurde er 1944 Abteilungsleiter in der Kugellagerfabrik Pellaton in Biel. Zuletzt arbeitete er bei der Hausmann AG als Ingenieur und Abteilungsleiter im Bereich Medizinal- und Sanitätstechnik (Konstruktion vieler medizinischer Geräte, Apparate und Möbel) in St. Gallen. 1958 wurde er offiziell pensioniert, jedoch arbeitete er bis Ende 1970 halbtags weiter.

### Familie
Adolfs Vater Arthur Schaedler arbeitete zuerst als Adjunkt bei den Gotthard-Befestigungen und ab 1894 als Beamter im EMD. Die Mutter Catharina, geborene Gygax, gebar zwei Mädchen und drei Knaben. Adolf Schaedler heiratete am 22. Juli 1922 Maria Höhn aus Basel. Gemeinsam hatten sie eine am 28. Juni 1923 geborene Tochter.

## Werke
- Diesseits der Schallmauer, Aus den Anfängen der Schweizer Aviatik. Verlag Willi Weinhold, St. Gallen 1958.